# Narcissus nevadensis
Narcissus nevadensis ist eine Pflanzenart aus der Gattung der Narzissen in der Familie der Amaryllisgewächse (Amaryllidaceae).

## Beschreibung
Narcissus nevadensis bildet bis zu vier Blüten an einem Blütenstand aus. Die zweifarbigen Blüten stehen schräg nach oben an dem bis zu 28 Zentimeter langen Stängel. Die Hauptkrone ist nach vorne umgeschlagen und weißlich mit einem gelben Mittelstrich. Die Trompete dagegen ist schmal und in ihrer Form nahezu zylindrisch.

## Verbreitung
Narcissus nevadensis ist auf feuchten Böden in den Bergen der Sierra Nevada im südlichen Spanien beheimatet und kommt dort in Höhenlagen zwischen 1400 m und 1900 m vor.